# Oncocnemis deserta
Oncocnemis deserta är en fjärilsart som beskrevs av Smith 1890. Oncocnemis deserta ingår i släktet Oncocnemis och familjen nattflyn. Inga underarter finns listade i Catalogue of Life.